# Slovenska deklaracija
Slovenska deklaracija (tudi: /slovenske/ punktacije) je bila narodnopolitična izjava oz. politična deklaracija, nekdanje SLS s konca 1932, ki so jo v Sloveniji ilegalno širili v obliki letakov, 31. decembra pa jo je objavilo tržaško glasilo Il Piccolo. 
S to deklaracijo se je takrat opozicijska SLS pridružila preostalim opozicijskim strankam zoper centralistično-unitarističnemu jugoslovanskemu režimu. Deklaracijo je zasnoval štajerski krog nekdanje SLS in zanjo pridobil načelnika stranke Antona Korošca.
Punktacije so ugotavljale:
- da je slovenski narod razdeljen na štiri države (Jugoslavijo, Italijo, Avstrijo in Madžarsko), zato je njegova temeljna zahteva, da se združi v enotno politično enoto, ker se lahko le tako brani in si zagotovi splošen napredek;

- glavnemu delu naroda, ki živi v Jugoslaviji, je naložena naloga, da se za ta ideal zavzema vse dotlej, dokler ne bo uresničen;

- slovenski narod si mora v Jugoslaviji izbojevati samostojen položaj, ki bo spodbujal vse druge dele naroda, živeče v drugih državah; zato mu je potrebna: nacionalna individualnost, ime, zastava, etnična skupnost, finančna samostojnost, politična in kulturna svoboda, radikalna socialna zakonodaja, ki more zagotoviti življenjske koristi in harmonično razvijanje vseh potrebnih in produktivnih poklicev, posebno kmečkega in delavskega razreda;

- za dosego tega je potrebno, da si Slovenci, Hrvati in Srbi ustvarijo po svobodnem sporazumu in na demokratični podlagi državo samoupravnih enot, katerih ena bo tudi Slovenija.

Slovenska deklaracija je bila eden najbolj radikalnih in jasnih slovenskih narodnopolitičnih programov v Jugoslaviji med vojnama. Nasprotniki, zlasti slovenski liberalci, so ji pripisovali separatistični značaj. Zahtevali so kaznovanje njenih avtorjev in nekateri prvaki slovenskega katoliškega političnega tabora so bili 1933 res obsojeni na zaporne kazni ali internacijo oz. konfinacijo; med njimi Anton Korošec, Franc Kulovec, Marko Natlačen in Anton Ogrizek. 
Po 1935 nekdanja SLS ni več dosledno vztrajala pri Slovenski deklaraciji.